# Lạp sườn Cao Bằng
Lạp xưởng Cao Bằng  là một trong những đặc sản của Cao Bằng. Nó nhìn gần giống với lạp xưởng của miền xuôi nhưng hương vị khác đôi chút khi ăn có mùi khói ám vào do được treo trên gác bếp khoảng ba tháng thì mới ăn và có hương vị đặc trưng riêng chỉ có ở Cao Bằng.

## Nguyên liệu
Nguyên liệu chính để làm món này bao gồm: thịt vai, thịt mông lợn hoặc thịt thăn, lòng lợn và các gia vị.

## Cách chế biến
Lòng lợn được rửa sạch nhiều lần, cuối cùng rửa bằng rượu sau đó sẽ phơi khô, thổi bong bóng để làm lớp bao bọc bên ngoài lạp sườn. Nhân lạp sườn làm bằng thịt vai, thịt mông lợn hoặc thịt thăn băm nhỏ, ướp các loại gia vị và cho vào một ít rượu để lên men sau đó sẽ nhồi vào lòng lợn đã được thổi bong bóng. Để lạp sườn ngon khâu chọn thịt là quan trọng nhất. Thịt phải được chọn khi vừa mới mổ và chọn thịt heo màu đỏ thẫm, mỡ có màu trắng trong, bóng bì mỏng có một màu. Sau khi làm xong thịt được phơi khoảng ba nắng và mang vào treo ở gác bếp để khói và hơi nóng của lửa giúp thịt thơm ngon mang hương vị riêng. Lạp sườn thường rán lên hoặc hấp và cắt ra thanh từng lát để ăn có thể ăn cùng cơm, xôi hoặc ăn không.